# Любченко Олексій Миколайович
Олексій Миколайович Любченко (нар. 21 вересня 1971, с. Орловець, Городищенський район, Черкаська область) — український економіст, державний службовець. Голова Державної податкової служби з 29 квітня 2020 до 20 травня 2021 року. Перший віцепрем'єр-міністр України — міністр економіки України з 20 травня 2021 до 3 листопада 2021 року. Член Ради національної безпеки та оборони України (4 червня 2021 — 5 листопада 2021).

## Життєпис

### Освіта
Закінчив з відзнакою Київський економічний університет (1988—1993), спеціальність «Економічне і соціальне планування».
Доктор економічних наук. Вільно володіє німецькою мовою.

### Трудова діяльність
Працював на Смілянському машинобудівному заводі.
1993—1994 — експерт програми «Макроекономіка» Центру ринкових реформ у Києві. Повернувся до м. Сміли, де влаштувався на роботу до міської ради.
1994—1995 — старший економіст міської ради, 1995—1997 — завідувач відділу комунальної власності та підприємництва. Працював завідувачем відділу управління комунальною власністю Управління економіки та майна міста виконкому міськради.
На початку 1998 року був призначений начальником управління економіки та майна. Обіймав посаду заступника міського голови з питань діяльності органів ради, був членом виконкому.
З вересня — заступник начальника управління з питань економіки Черкаської ОДА. Працював до лютого 1999 року.
Перейшов на роботу до Державної податкової адміністрації в Кіровоградській області. Заступник голови, з травня 1999 року — перший заступник голови адміністрації.
У лютому 2003 року був призначений головою Державної податкової адміністрації у Черкаській області. Колишній заступник голови Кіровоградської облдержадміністрації.
З вересня 2007 року — докторант Ради з вивчення продуктивних сил України НАН України. Вересень 2009 — червень 2011 — заступник голови Державної податкової адміністрації. За інформацією Юрія Бутусова, Любченко став заступником по квоті НУНС та відповідав за методологію адміністрування ПДВ і податку з прибутку.
До лютого 2012 року — директор Департаменту оподаткування юридичних осіб Державної податкової служби. З липня 2014 — помічник народного депутата Віктора Тимошенка.
2014—2015 — радник голови Державної фіскальної служби. Лютий 2012 — липень 2014, та з жовтня 2015 року — перший віцепрезидент ПАО «Украгрохімхолдинг».
З 29 квітня 2020 до 20 травня 2021 — голова Державної податкової служби України. 11 серпня затверджував в інтерв'ю, що на 99% поняття скрутки в Україні перестало існувати. На думку Алекси Швеця, це могло відбутися внаслідок лобіювання Любченка на цю посаду новим главою Мінфіну Сергієм Марченком та вимушеної заміни в керівництві ДПС на тлі скандалу, викликаного заявами ексміністра фінансів Ігоря Уманського про щомісячні збитки бюджету на 10 млрд грн через схеми ухилення від сплати податків. 
Факти лобіювання підтверджує сам Любченко, говорячи, що тиждень не хотів їхати до Марченка на співбесіду.
З 20 травня 2021 року — Перший віцепрем'єр-міністр — Міністр економіки України. 
21 липня випустив статтю про ключові завдання для української економіки [Архівовано 10 грудня 2021 у Wayback Machine.].
18 жовтня як заявило видання РБК-Україна, скручування не тільки не зникло під час роботи Любченка у податковій, але й коштувало українському бюлдету як транш МВФ - 1,5 млрд. $. Але информація про це ходила вже з липня.
2 листопада 2021 року Любченко подав заяву про відставку з посади міністра економіки України.
3 листопада 2021 року Верховна Рада України звільнила Олексія Любченка з посади першого віцепрем'єр-міністра — міністра економіки. За це рішення проголосували 320 з 366 народних депутатів, зареєстрованих у сесійній залі.До відставки йому пророкували посаду глави уряду.

## Розслідування
Син Андрій Любченко, власник квартири в новобудові в центрі Києва та автомобіля Porsche Macan, який оцінюють у 200 тис. $. Андрій став власником квартири площею 100 м2 у віці 18 років.
Згідно з декларацією за 2019 рік, Любченко та його дружина за основним місцем роботи в «Украгрохімхолдинг» отримали 938 тис. грн. Серед інших джерел вони мають грошові заощадження та банківські дивіденди, орендну плату за нерухомість тощо. 
Після відставки Любченка почалися обшуки у податковій яку очолів його соратник Євген Олійников.

## Особисте життя
Дружина Оксана, син Андрій (1994).

## Нагороди
Почесна відзнака ДПА України (2003), орден «За заслуги» III ступеня (2004), нагрудний знак ДПА України «Почесний працівник ДПС України» (2005).